# Bolesław Jałowiecki

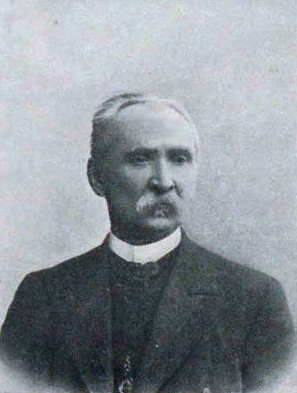
Bolesław Jałowiecki (1906)

Bolesław Antonowitsch Jałowiecki (russisch Болеслав Антонович Яловецкий; * 29. Julijul. / 10. August 1846greg. im Dorf Łyntupy, Ujesd Schwintzen; † 10. Juli 1918 in Petrograd) war ein polnisch-russischer Ingenieur und Unternehmer.

## Leben
Jałowiecki stammte aus einer begüterten adligen katholischen Grundherrnfamilie. Er besuchte das Wilnaer Gymnasium und die St. Petersburger Nikolai-Ingenieurschule mit Abschluss 1865. Das anschließende Studium an der St. Petersburger Nikolai-Ingenieurakademie schloss er 1870 als Militäringenieur mit Auszeichnung ab.
Nach einem Praktikum in Böhmen arbeitete Jałowiecki im russischen Verkehrsministerium und wurde Hofrat (7. Rangklasse). Er war an dem von Wladislaw-Foma Karlowitsch geleiteten Projekt zum Ersatz der hölzernen Newa-Uferstraße an der Admiralität in St. Petersburg durch eine Granit-Straße beteiligt, wofür er das persönliche Lob des Kaisers Alexander III. erhielt.
1878–1879 erschien in St. Petersburg Jałowieckis zweibändiges Werk über Wasser, Brennstoff und Dampfkessel. In verschiedenen Unternehmen beteiligte sich Jałowiecki am Bau und Betrieb von Eisenbahnen. Er machte viele technische Erfindungen insbesondere für Feldbahnen und entwickelte die Bauart Dolberg und Jałowiecki.
Jałowiecki leitete 15 Jahre lang das St. Petersburger Alexander-Mechanik-Werk  (seit 1922 Proletarier-Werk), in dem für den Bau und Betrieb von Eisenbahnen produziert wurde. Er baute den besonderen Zug für die Zarenfamilie. Nach seinem Projekt wurden Waggons der II. Klasse mit weich gefederten Sitzen und Schlafabteilen produziert. Jałowiecki war langjähriger Verwaltungsratsvorsitzender der Waggonbau-Aktiengesellschaft Diesel.
Im März 1890 beantragte Jałowiecki zusammen mit Fjodor Jenakijew beim Verkehrsministerium die Genehmigung für die Gründung der ersten Aktiengesellschaft für den Bau und Betrieb von privaten Schmalspurbahnen. Die Genehmigung erfolgte 1892, als Jałowieckis Bekannter Sergei Witte Eisenbahnminister geworden war und Alexander III. die Satzung bestätigt hatte. Die Gesellschaft begann  ihre Tätigkeit im Januar 1893 in St. Petersburg. Zum Verwaltungsratsvorsitzenden wurde Oberstleutnant A. A. Pomeranzew gewählt, bis nach einigen Jahren Jałowiecki die Leitung übernahm. Die erste Bahnlinie wurde von Jałowieckis Geburtsort  Schwintzen nach Glubok gebaut. Bis 1913 wurden 1100 Werst Gleis gebaut, so dass Jałowiecki als König der Schmalspurbahnen bekannt war.
Auch war Jałowiecki an Fjodor Jenakijews Gründung der Russisch-Belgischen Metallurgie-Gesellschaft beteiligt, die 1895 vom russischen Ministerkomitee genehmigt wurde. Im selben Jahr wurde im Donbass mit dem Bau des Petrowski-Hüttenwerks dieser Gesellschaft begonnen. Im November 1897 wurde der erste Hochofen angeblasen. Die dortige Arbeitersiedlung wurde die Stadt Jenakijewe.
Zusammen mit dem General Andrei Bogoljubow förderte Jałowiecki den Maler Alexander Borissow bei seinen Nordlandreisen.
Als gewählter Vertreter des Ujesd Schwintzen war Jałowiecki an der Ausarbeitung der Grundlagen für die Einrichtung der Semstwo-Ämter in den Gouvernements Wilna, Kowno und Grodno beteiligt. Er war Geschäftsführungsmitglied der Römisch-Katholischen Wohltätigkeitsgesellschaft. Während der Russischen Revolution 1905 war er Begründer der Idee einer eigenständigen litauisch-weißrussischen Landschaft. Er verteidigte die Traditionen des Großfürstentums Litauen und strebte die staatliche Unabhängigkeit an. 1905 veröffentlichte er in Wilna ein Nationales Manifest Litauens in weißrussischer Sprache. Die Anhänger dieser Idee betrachteten sich als Bürger nur des Großfürstentums Litauen und nicht des Königreichs Polen.
Im April 1906 wurde Jałowiecki von der Wahlversammlung des Gouvernements Wilna in die Erste Staatsduma gewählt. Er schloss sich der Gruppe der westlichen Randgebiete an und nicht dem polnischen Kreis. Er war Mitglied der Finanzkommission, unterschrieb das Gesetzprojekt für bürgerliche Gleichstellung und beteiligte sich an der Debatte über die Agrarfrage. Er unterstützte 1906 die Initiative des Bischofs Eduard von der Ropp zur Gründung einer konstitutionell-katholischen Partei Litauens und Weißrusslands, deren Parteiführung sich in der St. Petersburger Wohnung Jałowieckis traf. Er setzte sich für die Autonomie Polens mit einer eigenen gesetzgebenden Versammlung ein.
Jałowiecki war Berater des russischen Landwirtschaftsministeriums und Direktor der Nordgesellschaft für russischen Außenhandel. Während des Ersten Weltkriegs diente er als Oberst im Generalstab der Kaiserlich Russischen Armee. Nach der Oktoberrevolution ging er nach Polen und wurde zum Delegierten der polnischen Regierung in Danzig im Rang eines Ministers ernannt.
Jałowiecki war mit Aniela Witkiewicz verheiratete, die mit Józef Piłsudski verwandt war, und hatte drei Kinder. Jadwiga (1875–1951) heiratete den Unternehmer Władysław Żukowsk. Mieczysław (1876–1962) war ein polnischer Diplomat. Aniela (1880–?) heiratete den Politiker Tadeusz Belina (1886–1958).
Jałowiecki starb am 10. Juli 1918 in Petrograd offenbar an der Cholera.
Der Bildhauer Alexander Schaternik schuf eine Büste Jałowieckis, die 2007 am Bahnhof Łyntupy aufgestellt wurde.
 

## Ehrungen
- Sankt-Stanislaus-Orden